# Mortel
Mortel (* 12. März 1991 in Bitburg) ist ein Deutschrapper und Schauspieler mit kongolesischer und seit 2023 mit der deutschen Staatsangehörigkeit, der in Deutschland aufgewachsen ist und hier lebt. Er ist Gründer und Mitinhaber des Labels Racaille Music Group, das er zusammen mit Ufuk K. („Holic“) und dem Designer von Ünkut Anthony Neal („Tome“) führt. Außerdem wird er von Boobas Modemarke Ünkut gesponsert. 2019 gründete er das Label „WESHSIDE“ und nahm seinen jüngeren Bruder Kaïko unter Vertrag. Der Name „Mortel“ kommt aus dem Französischen und bedeutet „tödlich“.

## Biografie
Bereits als junger Mann kam Mortel mit Hip-Hop in Kontakt, da er in der Nähe des amerikanischen Stützpunktes in Bitburg aufwuchs. Zudem verbrachte er seine Ferien oft bei seinen Verwandten in Paris, die ebenfalls Hip-Hop-affin waren. Nachdem er im Alter von 15 Jahren nach Konz umzog, geriet er mit dem Gesetz in Konflikt und wurde vor die Wahl gestellt, entweder in ein Gefängnis oder ein Erziehungsheim eingewiesen zu werden. Er entschied sich für letzteres. Seine ersten musikalischen Schritte machte Mortel im Umfeld von 56 Entertainment, das unter anderem von Mortels älterem Bruder gegründet wurde. Zudem war er Mitglied einer Clique, welche zeitweise hohe Sachschäden, unter anderem durch Graffiti, verursachte und auch gewalttätig wurde.
Ende 2013 gab Mortel an, dass Familienangehörige von ihm Opfer von Polizeigewalt und Rassismus geworden seien. Die Darstellung wich allerdings erheblich vom Polizeibericht ab. Dieser sprach von einem Angriff auf die Polizisten.
Größere Bekanntheit erlangte er durch den Rapper Fler, der ihn in einem Interview lobte. Zur selben Zeit wurde das Mixtapes Wesh veröffentlicht, das im Mai 2016 zum kostenlosen Download erschien.
Die Produzenten X-plosive sowie Souleyman Beats hatten unter anderem Instrumentals beigesteuert. Mortel veröffentlichte Musikvideos zu den Songs Jung frisch wild und Pirate. Außerdem war Mortel bei Boobas erstem Deutschland-Auftritt in Köln dabei.
Im November 2016 sollte dann ursprünglich ein Musikvideo zu Mortels Remix des Songs Bewaffnet & Ready von Fler und Jalil erscheinen, das dann aber doch nicht veröffentlicht wurde. Anfang Dezember 2016 erschien die Single Sollte so sein mit Fler und Jalil aus deren Kollaboalbum Epic, auf dem Mortel mit dem Song Coogi einen weiteren Gastbeitrag beisteuerte. Zudem begleitete er Fler und Jalil auf der Vibe-Tour Anfang 2017 als Support-Act. Währenddessen veröffentlichte er den Song RDC, zu dem später auch ein auf der Tour gedrehtes Musikvideo erschien. Anschließend läutete Mortel das nächste Mixtape Racaille, vorher unter dem Titel Wesh Wesh geplant, mit der Single PGS ein, auf der die Rapper Azad sowie Nimo vertreten waren. Darüber hinaus sorgte die Vorab-Single Nie mehr broke für Aufsehen, da auf dieser Fler und Sido nach acht Jahren erstmals wieder gemeinsam auf einem Song zu hören waren. Das Lied Racaille Gang verfilmte der französische Videoproduzent Chris Macari. Am 6. Oktober 2017 erschien dann das Mixtape Racaille, das Rang 26 in den deutschen Albencharts belegte.
2021 spielte er eine Nebenrolle in dem Thriller Alles auf Rot.
Er lebt derzeit in Trier.

## Diskografie

### Studioalben
| Jahr | Titel Musiklabel | Höchstplatzierung, Gesamtwochen, AuszeichnungChartplatzierungen (Jahr, Titel, Musiklabel, Platzierungen, Wochen, Auszeichnungen, Anmerkungen) | Höchstplatzierung, Gesamtwochen, AuszeichnungChartplatzierungen (Jahr, Titel, Musiklabel, Platzierungen, Wochen, Auszeichnungen, Anmerkungen) | Höchstplatzierung, Gesamtwochen, AuszeichnungChartplatzierungen (Jahr, Titel, Musiklabel, Platzierungen, Wochen, Auszeichnungen, Anmerkungen) | Anmerkungen                         |
| Jahr | Titel Musiklabel | DE | AT | CH | Anmerkungen                         |
| ---- | ---------------- | --- | --- | --- | ----------------------------------- |
| 2018 | Arrivé           | DE38 (1 Wo.)DE | — | — | Erstveröffentlichung: 13. Juli 2018 |

### Mixtapes
| Jahr | Titel Musiklabel              | Höchstplatzierung, Gesamtwochen, AuszeichnungChartplatzierungen (Jahr, Titel, Musiklabel, Platzierungen, Wochen, Auszeichnungen, Anmerkungen) | Höchstplatzierung, Gesamtwochen, AuszeichnungChartplatzierungen (Jahr, Titel, Musiklabel, Platzierungen, Wochen, Auszeichnungen, Anmerkungen) | Höchstplatzierung, Gesamtwochen, AuszeichnungChartplatzierungen (Jahr, Titel, Musiklabel, Platzierungen, Wochen, Auszeichnungen, Anmerkungen) | Anmerkungen                                            |
| Jahr | Titel Musiklabel              | DE | AT | CH | Anmerkungen                                            |
| ---- | ----------------------------- | --- | --- | --- | ------------------------------------------------------ |
| 2016 | Wesh                          | — | — | — | Erstveröffentlichung: 1. Mai 2016 kostenloser Download |
| 2017 | Racaille Racaille Music Group | DE26 (1 Wo.)DE | — | CH82 (1 Wo.)CH | Erstveröffentlichung: 6. Oktober 2017                  |

### EPs
| Jahr | Titel Musiklabel                   | Höchstplatzierung, Gesamtwochen, AuszeichnungChartplatzierungen (Jahr, Titel, Musiklabel, Platzierungen, Wochen, Auszeichnungen, Anmerkungen) | Höchstplatzierung, Gesamtwochen, AuszeichnungChartplatzierungen (Jahr, Titel, Musiklabel, Platzierungen, Wochen, Auszeichnungen, Anmerkungen) | Höchstplatzierung, Gesamtwochen, AuszeichnungChartplatzierungen (Jahr, Titel, Musiklabel, Platzierungen, Wochen, Auszeichnungen, Anmerkungen) | Anmerkungen                              |
| Jahr | Titel Musiklabel                   | DE | AT | CH | Anmerkungen                              |
| ---- | ---------------------------------- | --- | --- | --- | ---------------------------------------- |
| 2020 | Hart auf Hart Racaille Music Group | — | — | — | Erstveröffentlichung: 11. September 2020 |

### Singles
| Jahr | Titel Album           | Höchstplatzierung, Gesamtwochen, AuszeichnungChartplatzierungen (Jahr, Titel, Album, Platzierungen, Wochen, Auszeichnungen, Anmerkungen) | Höchstplatzierung, Gesamtwochen, AuszeichnungChartplatzierungen (Jahr, Titel, Album, Platzierungen, Wochen, Auszeichnungen, Anmerkungen) | Höchstplatzierung, Gesamtwochen, AuszeichnungChartplatzierungen (Jahr, Titel, Album, Platzierungen, Wochen, Auszeichnungen, Anmerkungen) | Anmerkungen |
| Jahr | Titel Album           | DE | AT | CH | Anmerkungen |
| ---- | --------------------- | --- | --- | --- | --- |
| 2019 | Zu echt Hart auf Hart | DE49 (1 Wo.)DE | AT57 (1 Wo.)AT | CH98 (1 Wo.)CH | Erstveröffentlichung: 2. August 2019 feat. Bonez MC |
| 2020 | Bist du wach?         | DE31 (1 Wo.)DE | — | — | Erstveröffentlichung: 3. April 2020 Azzi Memo feat. Nate57, Veysel, Sinan-G, Kool Savas, NKSN, Rola, Disarstar, Maestro, Hanybal, Celo & Abdi, Manuellsen, Silla, Credibil, Ali471, Milonair, Mortel & KEZ |

Weitere Singles
- 2016: Sollte so sein (mit Fler & Jalil)
- 2017: Pirate (Single-VÖ)
- 2017: PGS (mit Azad & Nimo)
- 2017: Racaille Gang
- 2017: Nie mehr broke (mit Fler & Sido)
- 2019: Treppenhaus erschienen auf Berliner Negritude von Musa, erschienen auf Urban Tree Music

Sampler
- 2012: 56 Entertainment – Sex und Fünfziger

Musikvideos
- 2011: So läuft es
- 2012: High Definition
- 2013: Jung frisch wild
- 2013: Theorie
- 2015: Pirate
- 2015: Bedenkzeit / FDJ
- 2016: Wesh
- 2016: Freund oder Feind
- 2016: Teufel im Nacken (Studio-Edition)
- 2016: Negativ
- 2016: Sollte so sein (mit Fler & Jalil)
- 2017: RDC (Tour-Edition)
- 2017: PGS (mit Azad & Nimo)
- 2017: Racaille Gang
- 2017: Malad (mit Massiv)
- 2017: Mortel

## Belege
1. ↑  Hiphop.de: Mortel im Späti-Talk: Frankreich, Fler, Azad, Booba, Haftbefehl uvm. (Interview) #waslos auf YouTube, 26. September 2017, abgerufen am 25. Februar 2024 (Laufzeit: 55:52 min).
2. ↑  rap-n-blues.com
3. ↑  CRU FÜNFSECHS: AntenneWest Bericht über Mortel’s ehemalige Bande. 7. Dezember 2010, abgerufen am 23. Oktober 2017.
4. ↑  rap.de
5. ↑  Pfefferspray ins Gesicht: Polizei will Streit schlichten und wird selbst angegriffen. In: Trierischer Volksfreund. 20. November 2013, abgerufen am 17. Oktober 2017.
6. 1 2  Clark Senger: Fler kündigt Video mit Untergrund-Rapper an. In: Hiphop. 2. Dezember 2016, abgerufen am 23. Oktober 2017.
7. ↑  hiphop-releases.de
8. ↑  Mortel – Wesh (Review). rap.de, 4. Mai 2016, abgerufen am 23. Oktober 2017.
9. ↑  Mortel – WESH (Tracklist + Album Art). Abgerufen am 23. Oktober 2017 (englisch).
10. ↑  Booba live in Köln (Köln, 01.06.2016 – 19:30). Archiviert vom Original (nicht mehr online verfügbar) am 17. Oktober 2017; abgerufen am 23. Oktober 2017.  Info: Der Archivlink wurde automatisch eingesetzt und noch nicht geprüft. Bitte prüfe Original- und Archivlink gemäß Anleitung und entferne dann diesen Hinweis.
11. ↑  Fler & Jalil (Ft. Mortel) – Sollte so sein. Abgerufen am 23. Oktober 2017 (englisch).
12. ↑  Fler & Jalil (Ft. Mortel) – Coogi. Abgerufen am 23. Oktober 2017 (englisch).
13. ↑  Instagram-Beitrag von Flizzy • 21. Jan 2017 um 11:16 Uhr. Abgerufen am 23. Oktober 2017.
14. ↑  Mirta Sander: Mortel – R.D.C (Vibe Tour Edition). (Video) Hiphop.de, 5. März 2017, abgerufen am 23. Oktober 2017.
15. ↑  Mortel (Ft. Azad & Nimo) – PGS. Abgerufen am 23. Oktober 2017 (englisch).
16. ↑  Clark Senger: Mortel ft. Sido & Fler – Nie mehr broke (Audio). Hiphop.de, 22. September 2017, abgerufen am 23. Oktober 2017.
17. ↑  hiphop.de
18. 1 2 3 4  Chartquellen: DE AT CH

| Personendaten    | Personendaten                            |
| ---------------- | ---------------------------------------- |
| NAME             | Mortel                                   |
| KURZBESCHREIBUNG | deutscher Rapper kongolesischer Herkunft |
| GEBURTSDATUM     | 12. März 1991                            |
| GEBURTSORT       | Bitburg                                  |